# No Substitute Love
No Substitute Love è un brano musicale della cantante hip hop inglese Estelle, estratto come terzo singolo dal suo secondo album Shine.
Il brano utilizza un campionamento di Faith di George Michael e di Substitute Lover di Lindon Roberts.

## Il video
Il video prodotto per "No Substitute Love" è stato trasmesso per la prima volta sull'emtittente inglese TV Music Channell il 30 maggio 2008. Al video hanno partecipato la cantante Kelly Rowland, Sara Racey-Tabrizi, concorrente del reality show America's Next Top Model e Christian Siriano, vincitore di Project Runway.

## Tracce
UK CD 1
1. No Substitute Love

UK CD 2
1. No Substitute Love
2. Magnificent
3. No Substitute Love (Wideboys Miami mix radio edit)
4. No Substitute Love (video)

## Classifiche
| Classifica(2008) | Posizione più alta |
| ---------------- | ------------------ |
| UK               | 30                 |
| Euro 200         | 153                |
| Irlanda          | 41                 |
| Australia        | 23                 |